# Asbestopluma gracilis
Asbestopluma gracilis är en svampdjursart som beskrevs av Koltun 1955. Asbestopluma gracilis ingår i släktet Asbestopluma och familjen Cladorhizidae. Inga underarter finns listade i Catalogue of Life.